# 14154 Негреллі
14154 Негреллі (14154 Negrelli) — астероїд головного поясу, відкритий 26 вересня 1998 року.
Тіссеранів параметр щодо Юпітера — 3,360.